# Недайкаша Василь Денисович
Василь Денисович Недайкаша (22 березня 1895, с. Глодоси, Єлисаветградський повіт, Херсонська губернія — † 18 квітня 1972, с. Ла-Постоль, Франція) — сотник Армії УНР.

## Життєпис

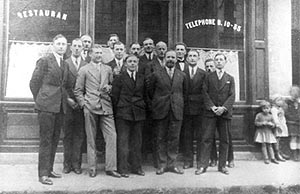
Учасники свята запорожців у Парижі. 1937 р. У першому ряду зліва направо: Василь Недайкаша, Іван Охмак, Сергій Редько, Микола Капустянсъкий, Петро Морозовський, Леонід Буткевич; 2-й ряд: Леонід Бахтін, Іван Небоба, Іван Вереха, Вільгельм Габсбург, Сергій Бордючівський

Походив з селян с. Глодоси Єлисаветградського повіту Херсонської губернії. Останнє звання у російській армії — поручик.
Наприкінці 1917 р. — навесні 1918 р. — один із керівників Вільного Козацтва у с. Глодоси Єлисаветградського повіту Херсонської губернії. У червні 1919 р. разом з іншими мешканцями села Глодоси вступив до загонів Махна, у складі яких на початку вересня 1919 р. перейшов до Дієвої армії УНР. Був командиром кулеметної сотні 14-го полку Низових Запорожців 5-ї Селянської дивізії, сформованої з селян с. Глодоси.
У листопаді 1919 р. з наказу Ю. Тютюнника повернувся додому для організації селянських повстань проти білих та червоних. У квітні 1920 р. на чолі загону у 60 чоловік — своїх односельчан — приєднався до Дієвої армії УНР, яка рейдувала у Першому Зимовому поході. Згодом цей загін було перейменовано на курінь Низових Запорожців Збірної Запорізької дивізії. У травні 1920–1922 рр. — командир 6-го куреня Низових Запорожців 2-ї Запорізької бригади 1-ї Запорізької стрілецької дивізії Армії УНР.
З 1928 р. — на посаді начальника відділення у 2-му відділі розвідки Генерального штабу Військового міністерства УНР в екзилі. У 1939 р. жив у Сансі (Франція), був одним із ініціаторів вступу українських добровольців до Французького іноземного легіону для боротьби з німцями.
Після Другої світової війни займався фермерством, а також був одним із керівників Товариства бувших вояків-українців у Франції.

## Вшанування пам'яті
- Вулиця Василя Недайкаші у місті Первомайськ Миколаївської області.